# Aston Martin Vantage GT2
L'Aston Martin Vantage GT2 è una vettura da competizione realizzata dalla Aston Martin Racing dal 2008 al 2015. Durante la sua carriera ha preso parte a 6 edizioni della 24 Ore di Le Mans (2011, 2012, 2013, 2014, 2015, 2017).

## Descrizione
Presentata nella primavera del 2008 è basata sull'Aston Martin Vantage del 2008, è stata progettata per soddisfare i regolamenti di classe FIA e ACO GT2, per partecipare ai campionati FIA GT, American Le Mans Series, Le Mans Series e 24 ore di Le Mans. 
Il motore dell'Aston Martin Vantage GT2 è una versione modificata dell'AJ37 da 4,3 litri derivato dalla vettura stradale. Il motore con cilindrata incrementa a 4,5 litri, conserva il blocco cilindri e l'albero motore dell'auto stradale, ma utilizza componenti inedite, tra cui testate, bielle, valvole, alberi a camme e un sistema di scarico. Il motore è inoltre dotato di un sistema di lubrificazione a carter secco, che consente di posizionare il motore più in basso per ridurre il baricentro.
L'auto utilizza un telaio in alluminio incollato con pannelli in fibra di carbonio e presenta uno splitter anteriore, un diffusore posteriore e alettone posteriore e un fondo piatto.
La Vantage GT2 è progettata per essere alimentata attraverso etanolo E85 o carburante da corsa.

## Storia

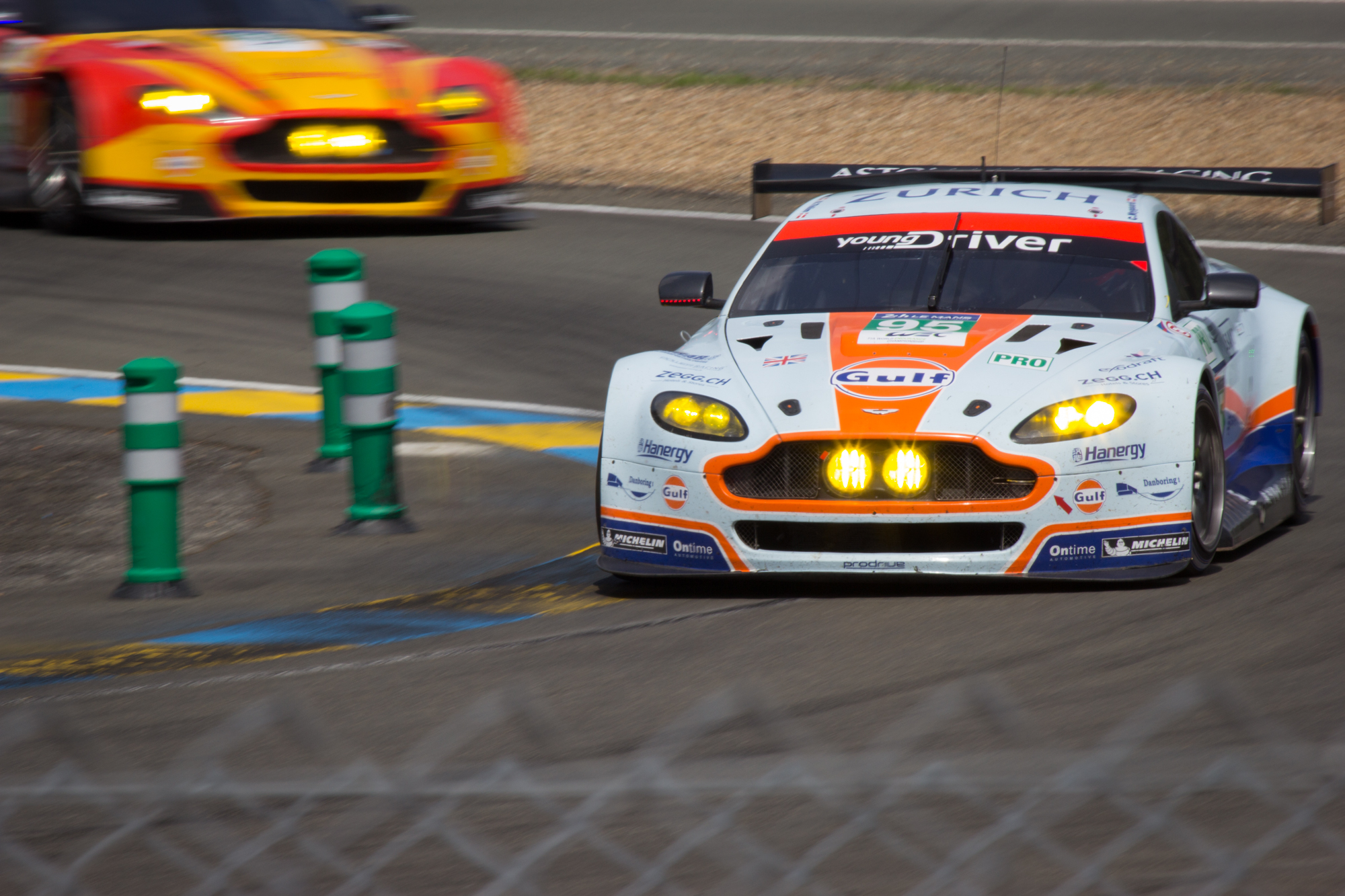
Aston Martin Vabtage GT2 alla 24 ore di Le Mans 2015

La vettura ha fatto il suo debutto in gara nel campionato American Le Mans Series, al Gran Premio di Long Beach nel 2008 guidata da Paul Dragon, ex ministro del Regno Unito, e Jonny Cocker, campione britannico GT 2004.
Le Aston Martin Vantage GT2 hanno anche corso in molte altre serie, tra cui la Le Mans Series e l'Intercontinental Le Mans Cup. Due Vantage hanno esordito alla 24 Ore di Le Mans 2011, gestite dalle scuderie Jota Racing AMR e Gulf AMR Middle East. Entrambe le vetture alla fine si sono ritirate, una a causa di problemi meccanici e l'altra a causa di un incidente.
Per la stagione 2012 l'Aston Martin Racing ha aggiornato le specifiche della Vantage GT2 ai nuovi regolamenti GTE.
In primo luogo è stata inserita una nuova costruzione modulare che implementa una serie di barre staccabili nella struttura anteriore, consentendo estrarre direttamente tutto il motore in maniera più semplice e veloce. Ciò consente di smontare e rimontare il motore in meno di un'ora senza toccare le sospensioni a differenza della vecchia configurazione. Anche la sospensione posteriore e il telaio ausiliario sono stati modificati per facilitare la manutenzione. Per aumentare la sicurezza, è stato modificato il roll bar e il serbatoio.
Altri aggiornamenti includono una generale riduzioni di peso, con l'alleggerimento per molti componenti tra cui la batteria.
Tra i cambiamenti ci sono anche un nuovo paraurti anteriore, minigonne laterali e alettone posteriore. Le modifiche hanno anche migliorato il sistema di raffreddamento dell'abitacolo per il conducente.
Nek giugno 2013 durante la 24 ore di Le Mans il pilota danese a bordo di una Vantage morì a causa di un incidente. Nel 2013 la vettura ha portato alla vittoria con alla guida Jamie Campbell-Walter e Stuart Hall del campionato pilota nella classe GTE Am del Campionato del mondo endurance. L'anno seguente nella stessa classe ha vinto il campionato piloti (con David Heinemeier Hansson e Kristian Poulenc) e quelle relativo alle scuderie. Nel 2016 nella classe GTE Pro ha ottenuto la vittoria del campionato scuderie e piloti (con Nicki Thiim e Marco Sørensen). Nel 2017, ultimo suo anno di attività, ha vinto nella GTE Am la classifica piloti (con Paul Dalla Lana, Pedro Lamy e Mathias Lauda) e delle scuderie.